# Petar Babić
Petar Babić, hrvaški general, * 1. november 1919, † 31. oktober 2006.

## Življenjepis
Pred vojno je bil železarski delavec. Leta 1941 se je pridružil NOVJ in naslednje leto še KPJ. Med vojno je bil tako politični komisar 2. liške brigade, Kninskega sektorja in 19. divizije. 
Po vojni je končal šolanje na Višji vojaška akademiji JLA ter na Poveljniškem in generalštabnem kolidžu Kopenske vojske ZDA. Prevzel je položaje političnega komisarja divizije in korpusa, bil učitelj na Višji vojaški akademiji JLA, načelnik Kabineta vrhovnega poveljnika JLA in sekretar Sveta narodne obrambe Jugoslavije.